# Massa Fiscaglia
Massa Fiscaglia is een gemeente in de Italiaanse provincie Ferrara (regio Emilia-Romagna) en telt 3787 inwoners (31-12-2004). De oppervlakte bedraagt 57,9 km², de bevolkingsdichtheid is 67 inwoners per km².

## Demografie
Massa Fiscaglia telt ongeveer 1620 huishoudens. Het aantal inwoners daalde in de periode 1991-2001 met 8,4% volgens cijfers uit de tienjaarlijkse volkstellingen van ISTAT.
| Jaar | Inwoneraantal |
| ---- | ------------- |
| 1991 | 4168          |
| 2001 | 3819          |

## Geografie
De gemeente ligt op ongeveer 2 meter boven zeeniveau.
Massa Fiscaglia grenst aan de volgende gemeenten: Codigoro, Lagosanto, Migliarino, Migliaro, Ostellato.